# Amygdalus turcomanica
Amygdalus turcomanica là loài thực vật có hoa trong họ Hoa hồng. Loài này được Lincz. mô tả khoa học đầu tiên.